# Jaime Duró Pifarré
Jaime Duró Pifarré (Lérida, 25 de marzo de 1944-16 de marzo de 2024) fue un arquitecto español. Desde 1972 trabajó en su estudio profesional en Barcelona.

## Biografía
Obtiene el título de arquitecto por la Escuela de Arquitectura de Barcelona en marzo de 1972. Ese mismo año fundó el estudio profesional en Barcelona donde en la actualidad (marzo de 2013) sigue ejerciendo su profesión. Ha compaginado su labor como arquitecto con las funciones de representación en diversas instituciones entre las que destacan la presidencia de la Unión Internacional de Arquitectos (UIA) entre los años 1993-1996, la presidencia del Consejo Superior de los Colegios de Arquitectos de España (CSCAE) entre los años 1990-2002 y el decanato del Colegio de Arquitectos de Cataluña entre los años 1989-1990. 
Durante su etapa de presidente de la UIA y del CSCAE participa y promueve la elaboración de diversas normativas entre las que destaca la Ley de Ordenación de la Edificación de España (LOE).

## Proyectos destacados
- Juzgado de Menores en el Campus de la Justicia de Madrid.[6][7] Proyecto realizado conjuntamente con el arquitecto Rafael de la Hoz Castanys
- Instalaciones de Nissan Motor Ibérica[8] en el Prat de Llobregat
- Viviendas en el Barrio de la Peseta,  para el Ayuntamiento de Madrid. El proyecto forma parte del ensanche construido en la zona oeste de la ciudad de Madrid, siendo el barrio que tiene más premios arquitectónicos por metro cuadrado del mundo, y la zona con el precio del metro cuadrado más caro en toda la orilla sur del río Manzanares de Madrid.
- Hotel AC Vilamarí en Barcelona
- Hotel AC en Front Marítim de Barcelona
- Multicines Lauren Film en Lérida[9]

## Premios y distinciones
- Máster de Oro del Forum de Alta Dirección
- Académico de Honor, letra M de la Muy Ilustre Academia Mundial de las Ciencias, Tecnología y Formación Profesional
- Medalla de Honor de la Arquitectura en Lérida
- Premio FAD de interiorismo 1973
- Selección FAD 1993
- Distición premio Bonaplata
- Medalla al Mérito Tecnológico. Miembro Honorífico de FEDINE
- Colegiado de Honor por el Colegio de Arquitectos de Cataluña
- Primera Medalla de Honor de la Arquitectura. Lleida
- Miembro Honorífico de la Federación Panamericana de Arquitectos
- Placa de Honor de la Federación de Colegios de Arquitectos de la República Mexicana
- Miembro Honorífico del Colegio de Arquitectos de Chile
- Miembro Honorífico de la Organización de arquitectos alemanes
- Miembro Honorífico de la Society of American Registered Arquitects

## Artículos y publicaciones
- Arquitectura y desregulación.[10] Publicado en diario El País el 11 de julio de 1992.
- El concurso del Museo del Prado, una realidad.[11] Publicado en diario El País el 30 de junio de 1995.
- El Prado, ganador.[12] Publicado en diario El País el 10 de octubre de 1996.